# Wagonwheel Blues
Wagonwheel Blues è il primo album in studio del gruppo musicale rock statunitense The War on Drugs, pubblicato nel 2008.

## Tracce
Testi e musiche di Adam Granduciel, tranne dove indicato.
1. Arms Like Boulders – 5:20
2. Taking the Farm – 4:00 (musica: Granduciel, Kurt Vile)
3. Coast Reprise – 3:15 (musica: Granduciel, Vile)
4. Buenos Aires Beach – 3:23
5. There Is No Urgency – 6:19
6. A Needle in Your Eye #16 – 4:54
7. Reverse the Charges – 3:20
8. Show Me the Coast – 10:03 (musica: Granduciel, Vile)
9. Barrel of Batteries – 2:29

## Formazione
- Adam Granduciel - voce, chitarre, armonica, batteria, organo, sampler, piano
- Kurt Vile - chitarre, chitarra a 12 corde, voce, wurlitzer, tromba, piano, sintetizzatore
- David Hartley - basso
- Kyle Lloyd - batteria, percussioni